# Lijst van producten van Novell
Dit is een lijst met producten die door Novell geleverd worden.

## A
- Account Management
- AppArmor
- Audit Services

## B
- Bordermanager
- Buisineess Continuity Clustering

## C
- Carefx Fusion Context Manager
- Certificate Server
- Cluster Services
- ConsoleOne

## E
- eDirectory
- Evolution
- exteNd Application Server
- exteNd Composer
- exteNd Director

## G
- Groupwise

## I
- iChain
- Identity Manager (combinatie van DirXML en eDirectory)
- iFolder
- iManager

## J
- JBoss Enterprise Middleware System

## L
- Linux Desktop
- Linux Point of Service
- Linux Small Buisiness Suite

## M
- Modular Authentication Services/NMAS

## N
- Native File Access
- NetMail
- NetWare
- Netdrive
- NICI
- Novell Clients voor Windows 95/98/2000/XP/2003

## O
- Open Enterprise Server
- Open Workgroup Suite

## S
- SecureLogin
- SecureWave Sanctuary Suite
- Security Manager
- Sentinel
- Small Business Suite
- Storage Manager/File System Factory
- SUSE Linux Professional
- SUSE Linux Enterprise Server

## Z
- ZENworks 7 Server Management
- ZENworks 7 Desktop Management
- ZENworks 7 Asset Management
- ZENworks Patch Management
- ZENworks 7 Handheld Management
- ZENworks 7 Linux Management